# Jean-Baptiste Besard
Jean-Baptiste Besard (ca. 1567 à Besançon? - ca. 1625 à Augsbourg?) est un compositeur pour luth, juriste et médecin bisontin du début de la période baroque. Il se distingue par ses airs de cour. 

## Biographie
Jean-Baptiste Besard serait né vers 1567 à Besançon (alors ville libre d'Empire) et décédé après le 22 octobre 1617 (date de son dernier livre), peut-être en 1625 à Augsbourg (Bavière). Il est aussi connu sous le nom de Joannes Baptista Besardus. 
Jean-Baptiste Besard poursuit des études de droit et de médecine à l'Université de Dole (licencié puis docteur en droit en 1587). Il étudie également le luth à Rome avec Lorenzini del Liuto (Lorenzo Tracetti), avant de se rendre à Cologne et Augsbourg. 
En 1597, il réside dans la ville de Hesse où il enseigne le luth, tout en pratiquant le droit et la médecine… 
En 1603, il habite à Cologne, et publie un recueil de pièces pour luth, Thesaurus harmonicus…, qui comprend dix volumes, quatre cent trois pièces pour luth de vingt-et-un compositeurs, dont trente-huit de sa plume (toutes les pièces du recueil sont en tablature de luth et certaines comportent une voix notée en notation ordinaire). Dans une édition ultérieure (1610), il adjoint un addendum, De modo in testudine libellus, qui est un traité de luth. 
En 1610, il est à Augsbourg, où il continue l'enseignement du luth, la médecine et le droit. En 1617, il publie un second recueil de pièces pour luth, Novus partus, qui comprend 59 pièces pour luth. Le traité de luth, De modo in testudine libellus, est repris en 1617 sous le titre Isagoge in artem testudinariam.
En 1613, il hérite des titres de noblesse de son père.  
Jean-Baptiste Besard laisse en outre des ouvrages sur la médecine, la physique (e.g. Antrum philosophicum…, 1617), l'histoire (Mercurii Gallobelgici…, Grevenbruch, Cologne, 1604), etc.

## Discographie
- Airs de cours, chansons au Luth, musique pour luth au 16e s. Branlay Gay ; Les Cloches de Paris / Anonyme ; Danses anglaises -- Sur Gallica, https://gallica.bnf.fr/ark:/12148/bpt6k1274228